# Шеикат Шаиб
Шеикат Шаиб (арап. مشيخة الشعيب) је била феудална држава на југу Арабијског полуострва, источно од луке Аден, од 19 вијека, овај шеикат је постао вазал под контролом Британског царства и ушао је у састав Протектората Аден. Данас је територија овог бившег шеиката дио јеменске мухафазе Ал Баида.

## Историја
Племенски Шеикат Шаиб постоји од 18. вијека у планинама уз границу са Сјеверним Јеменом. Након што је Британија заузела луку Аден 1839. године, жељела је осигурати сигурност на границама те своје крунске колоније. Због тог је почела потписивати уговоре о заштити са свим шеикатима и султанатима у позадини Адена, а крајем 19. вијека и са малим Шеикатом Шаиб, тако је и он постао дио британског Протектората Аден. Након тога је Шеикат Шаиб почетком 1960-их био члан новостворене британске колонијалне творевине Федерације Арапских Емирата Југа, те потом и Федерације Јужне Арабије. Посљедњи шеик ове феудалне државе био је Јахја ибн Мутахар ал Саклади који је развлашћен 1967. када је и укинут Шеикат Шаиб, те она његовој територији успостављена држава Јужни Јемен. Шеик Јахја ибн Мутахар ал Саклади је умро јула 2001. године у Саудијској Арабији